# Mekkercamaroptera
De mekkercamaroptera (Camaroptera brachyura) is een kleine zangvogel uit het geslacht Camaroptera uit de familie Cisticolidae.

## Kenmerken
Het is een klein (13 cm) gedrongen vogeltje met een opgewipte staart. De bovenkant van de kop, de rug en de bovenkant van de staart zijn grijs, de vleugels olijfgroen. De onderzijde is grijs, in het midden van de buik lichter wordend tot bleekwit.

## Verspreiding en leefgebied
Als de blaatcamaroptera (C. brevicaudata) en  Harterts camaroptera (C. harterti) worden beschouwd als ondersoorten van de mekkercamaroptera, komt deze vogel voor in een groot deel van Sub-Saharisch Afrika. Het is een vogel van verschillende typen vegetatie; de enige voorwaarde is dat het dicht struikgewas is, ook al is het maar een betrekkelijk kleine struik. In mangrove wordt de vogel niet aangetroffen.
De soort telt vijf ondersoorten:
- C. b. pileata: van zuidoostelijk Kenia tot zuidoostelijk Tanzania.
- C. b. fugglescouchmani: noordoostelijk Zambia, noordelijk Malawi en oostelijk Tanzania.
- C. b. bororensis: zuidelijk Tanzania, zuidelijk Malawi en noordelijk Mozambique.
- C. b. constans: zuidoostelijk Zimbabwe, zuidelijk Mozambique en noordoostelijk Zuid-Afrika.
- C. b. brachyura: zuidelijk en oostelijk Zuid-Afrika.

## Status
De mekkercamaroptera (opgevat als Camaroptera brachyura sensu lato) heeft een enorm groot verspreidingsgebied en daardoor is de kans op de status  kwetsbaar (voor uitsterven) uiterst gering. De grootte van de populatie is niet gekwantificeerd. Er is een aanleiding te veronderstellen dat de soort in aantal vooruit gaat. Om deze redenen staat deze camaroptera als niet bedreigdop de Rode Lijst van de IUCN.